# Eva Aichmajerová
Eva Aichmajerová, née le 12 septembre 1978 à Litomerice en république tchèque, est une actrice, modèle et présentatrice tchèque.

## Filmographie
- Tajemstvi svateb slavnych (2011) TV
- L'Infiltré (2011) TV : Agent DST
- Svedomí Denisy Klánové (2009) TV : Moderátorka
- Ulice (2005-2009) TV : Sylva Mynárová
- Trapasy (2008) TV : Karin
- Prachy delaj cloveka (2006) : Servírka
- Panic je nanic (2006)
- To nevymyslís! (2005) TV : Milenka Upíra
- Bolero (2004) : Nude Dancer
- Children of Dune (Les enfants de Dune) (2003) TV : Fremen Midwife
- The Final Victim (2003) : Dana
- Starfire Mutiny (2002) : Tess
- Feuer, Eis & Dosenbier (2002) : Nadine
- Ariana's Quest (2002) TV : Celandine
- The Affair of the Necklace (L'affaire du collier) (2001)
- Dakota Bound (2001) : Miranda
- L'invincible (The Immortal) (2001) TV : Gretel
- Rage of the Innocents (2001) : Anna
- Hot Body Competition: Malibu Miniskirt Finals (2000)
- Dark Confessions (2000) : Lili